# 国本綾
国本 綾（くにもと あや、1984年7月21日 - ）は、日本の女優兼モデル。ガンズマネージメント所属。神奈川県出身。2008年3月31日までランベスに所属していた。

## 出演

### テレビドラマ
- デザイナー（2005年、TBS系） - 葉山ありさ 役
- 小児救命（2008年、ANB） - 高水桃子 役
- リセット（2009年、YTV）
- 金曜プレステージ「十津川刑事の肖像 人捜しゲーム」（CX、2009年5月8日） - 須永美咲役
- LOVE GAME第11話（日本テレビ、2009年7月2日） - 恵 役

### 映画
- min-jam「ため息の理由」

### 雑誌
- Disney Fan
- 日経クリック
- メルちょ@
- iモードBEST
- ar

### CF
- ライオン「エメロン」
- 大王製紙「エリエール」
- カルビー「ベリーシズル篇」
- ノバステルファーマー爪白癖菌「父と娘篇」
- スズキ自動車「ラパン」
- 星野リゾート「結婚式場」
- ジャストシステム
- 日本民間放送連盟「CMのCMキャンペーン」
- セブン銀行
- ダイキン工業「いろんなリビング篇」
- 日本コカ・コーラ「マンションUP篇」
- 小林製薬「アイボン」
- 全日本空輸（ANA）「ひまわり篇」
- ケンタッキーフライドチキン「1000円パックバージョン」
- ウィルコム「バドミントン篇」
- 資生堂「TSUBAKI」
- マクドナルド「マックラップ」
- 日産自動車「新発明！AVM篇」
- 江崎グリコ　音速ライン＆ポッキーコラボレーションCM『逢いたい編』（スペースシャワーTV限定）
- 池田模範堂「ケアレケア」
- 東邦ガス「この火かげんがうちの味」(2011年6月-2012年6月)
- 武田薬品工業ハイシードリンク「いいとこドリンク篇」(2011年7月-2012年7月)
- 日本ジュエリー協会「WISH篇」(2011年9月-2012年10月)
- LaLaTV「MESSAGE橋篇」(2012年1月-2013年1月)
- SHARP BIG PAD「すべての会議にBIG PAD篇」(2012年1月-2012年6月)